# 华北油田附属第一中学
华北油田附属第一中学（英語：No.1 Affiliated Middle School of Huabei Oilfield，简称华油一中，别称华北石油第一中学），是一所位于中华人民共和国河北省华北油田地区的高级中学。该校现为河北省省级示范性高级中学，河北省重点中学，并是唯一在河北省内开设天津户籍考生班的中学。学校接受华北石油管理局、河北省教育厅（沧州市教育局石油分局）、天津市大港区教育委员会三重领导。

## 校园概述
华北油田附属第一中学坐落在华北油田地区中心地带，是隶属于华北石油管理局的副处级教学单位。学校设施完备，学校主要建筑物有教学楼3座，体育馆，塑胶跑道，人工草坪足球场，篮球场，图书阅览室，宿舍楼，食堂等。

## 学校历史
华北石油管理局于1981年正式成立，随即设立第一中学，负责接收华北油田地区及其附属矿区职工及群众子女入学，是油田地区最早设立的高级中学，也是首批入选河北省重点中学的学校。2007年，学校进行改制，在保留原校基础上设立第一中学一校区，原华北油田附属第二中学，华北油田附属第三中学分别改制为第一中学二校区和第一中学三校区，但均为单独教学管理。

## 附属职能
华北油田第一中学为河北省教育考试院指定高考、研究生招生考试考点之一，是负责华北油田地区的常设标准化考试考点之一。